# کیو (ویرجینیای غربی)
کیو (به انگلیسی: Cave) یک منطقهٔ مسکونی در ایالات متحده آمریکا است که در شهرستان پندلتن، ویرجینیای غربی واقع شده‌است.